# دانيال ويرث
دانيال ويرث هو سياسي سويسري، ولد في 7 ديسمبر 1815، وتوفي في 3 أكتوبر 1901 في Sankt Gallen, Styria ‏ في النمسا. انتخب عضو المجلس الوطني السويسري ‏ وانتخب رئيس المجلس الوطني السويسري ‏.